# Линеаризация
Линеаризация (от лат. linearis — линейный) — один из методов приближённого представления замкнутых нелинейных систем, при котором исследование нелинейной системы заменяется анализом линейной системы, в некотором смысле эквивалентной исходной. Методы линеаризации имеют ограниченный характер, то есть эквивалентность исходной нелинейной системы и её линейного приближения сохраняется лишь для ограниченных пространственных или временных масштабов системы, либо для определенных процессов, причём, если система переходит с одного режима работы на другой, следует изменить и её линеаризированную модель. Применяя линеаризацию, можно выяснить многие качественные и особенно количественные свойства нелинейной системы.
Выбор метода линеаризации, то есть выбор приближения функции определяется конечной целью исследования. После линеаризации функций система переходит в систему линейных дифференциальных уравнений n-порядка.
Методы линеаризации
1. Метод логарифмирования — применяется к степенным функциям;
2. Метод обратного преобразования — для дробных функций;
3. Комплексный метод — для дробных и степенных функций.